# 오톤 (닥터 후)
오톤(Auton)은 영국의 SF 드라마 《닥터 후》에서 등장하는 가상의 인물이다. 외계 생명체이며 닥터의 적이다. 원래 로버트 홈즈가 만들어낸 이 종족은 존 퍼트위가 닥터로 등장하는 첫번째 시리얼인 〈Spearhead from Space〉 (1970)에서 처음으로 등장했다. 오톤은 드라마에서 처음으로 컬러 방송으로 등장한 괴물이기도 하다.
오톤은 본래 외계에서 온 네스틴 컨셔스니스(Nestene Consciousness, 네스틴의 의식)에 의해 움직이는 실물 크기의 플라스틱 인형인 자동기계이다. 네스틴 컨셔스니스는 속이 빈 플라스틱 운석으로 지구에 처음 도착하게 된 육체로부터 분리된 형태 지성이다. 오톤이라는 이름은 네스틴이 잠입하고 그 뒤로 '선두 (Spearhead)'에서 오톤 껍데기를 제조하는 오토 플라스틱이라는 회사에서 따왔다.
오톤들은 손 안에 치명적인 무기를 숨기고 있는데, 목표물을 죽이거나 증발시킬 수 있다. 마네킹을 닮은 전형적인 오톤은 로봇처럼 움직이고 말없이 행동해서 유난히 진짜처럼 보이지 않는다. 하지만 좀더 세련된 오톤도 만들어질 수 있는데, 피부에 플라스틱 광택이 약간 있고 무미건조한 목소리를 갖고 있다는 점만 제외하면 사람처럼 보이고 행동한다. 《닥터 후》 뉴 시리즈의 시리즈 5에서는 다른 인간들을 속일 수 있는 인간과 완전히 똑같이 생긴 복제품으로 만들어질 수 있다는 것이 나타났다.

## 같이 보기
- 닥터 후의 로봇 목록
- 닥터 후의 외계 생명체 목록